# Rondane-Nationalpark
Der Rondane-Nationalpark (norwegisch Rondane nasjonalpark) ist der älteste Nationalpark Norwegens. In ihm gibt es zehn Berggipfel, die höher als 2.000 m sind. Der höchste Berggipfel des Nationalparks ist Rondslottet mit 2.178 m. Der Nationalpark ist ein wichtiger Lebensraum für Herden wilder Rentiere. Er liegt in der Nähe der Stadt Otta und wurde am 21. Dezember 1962 gegründet und 2003 um 383 km² auf eine Fläche von 963 km² erweitert.

## Geographie

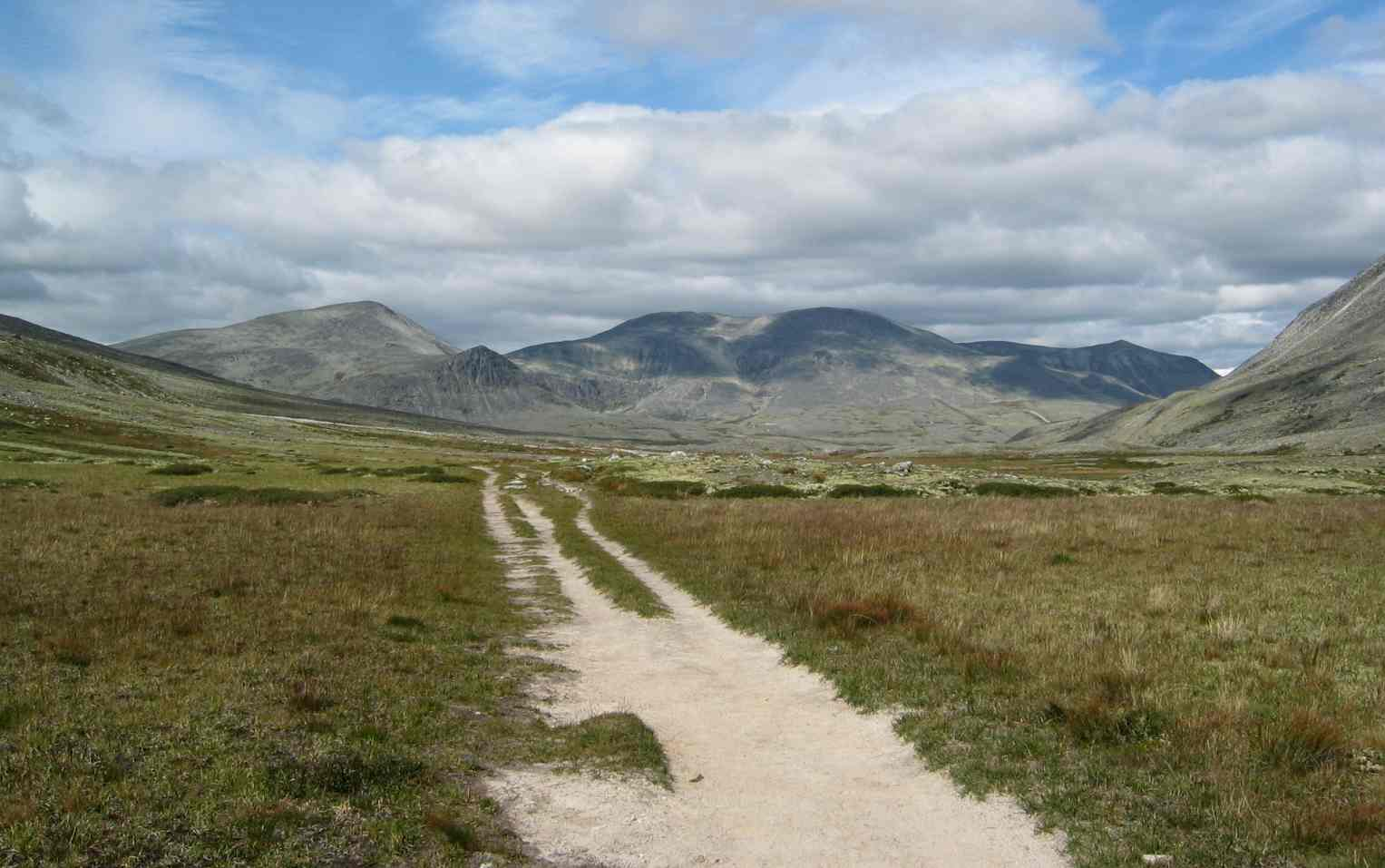
Trogtal in Rondane im Sommer

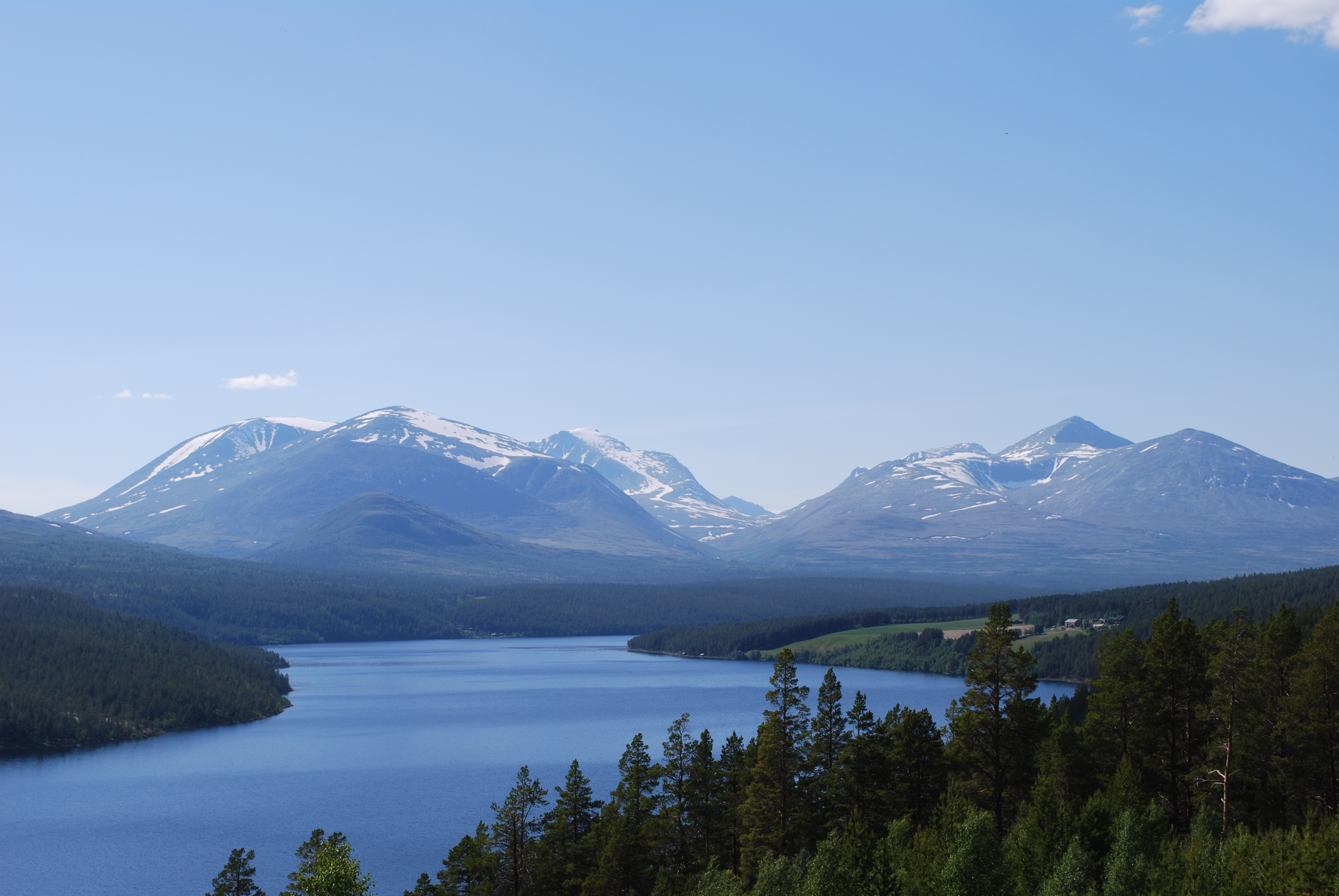
Der Atnsjøen mit dem Rondane-Massiv im Hintergrund

Rondane liegt östlich des Gudbrandsdalen in den Kommunen Dovre, Sel, Nord-Fron, Sør-Fron, Ringebu, Folldal und Stor-Elvdal im Fylke Innlandet. In der Nähe befinden sich zwei weitere Nationalparks, der Jotunheimen-Nationalpark und der Dovrefjell-Sunndalsfjella-Nationalpark.
Rondane ist ein typisches Hochgebirge mit ausgedehnten Hochebenen und 10 Gipfeln über 2.000 m. Im zentralen und nördlichen Teil finden sich die höchsten Berge. Die höchsten Gipfel bilden Rondslottet (Rondaner Schloss) mit 2.178 m, Storronden mit 2.138 m und Høgronden mit 2.118 m Höhe. Der niedrigste Punkt liegt unterhalb der Waldgrenze, die hier mit 1.000 bis 1.100 m Höhe für Nordeuropa sehr hoch liegt, was an dem milden, aber auch sehr trockenen (500 mm Niederschlag pro Jahr) Klima liegt. Im Süden des Parks befinden sich flachere Hochebenen.
Die Landschaft wird durch Berge und Täler deutlich geteilt. Das tiefste Tal trennt die große Storronden-Rondslottet-Gruppe von Smiubelgen (der Schmiedebalg). Zwischen den steil abfallenden Hängen dieses Tals liegt der schmale See Rondvatnet, der auch die Mitte des Parks bildet. Von ihm aus können alle über 2.000 m hohen Gipfel in weniger als einem Tag zu Fuß erreicht werden.
In Rondane fallen nicht genug Niederschläge, um dauerhafte Gletscher wie im Jotunheimen-Nationalpark bilden zu können. An manchen geschützten Talhängen finden sich aber feste Schneefelder. Weit verbreitet finden sich Toteislöcher als Überbleibsel der Eiszeitgletscher. Weiterhin prägen eigenartige kleine Hügel die Landschaft. Diese Esker wurden in den abschmelzenden Gletschern durch die Grundmoräne gebildet.

## Geologie
Das Grundgestein in Rondane entstand vor 500 bis 600 Millionen Jahren als Ablagerungen auf einem flachen Meeresboden. Durch Gebirgsauffaltungen wurde das heutige fossilienlose metamorphe Gestein gebildet. 
Die gegenwärtige Landschaft wurde zumeist durch die letzte Eiszeit, vor neun- bis zehntausend Jahren, geformt. Dabei wurden große Eismengen gebildet und es wird angenommen, dass Eisschmelzen und Eisansammlungen sich zyklisch abwechselten. Das Eis schmolz gegen Ende sehr schnell ab, wie tief ausgegrabene Flusstäler bezeugen. Rondane enthält einige kleine Schluchten (die bekanntesten sind Jutulhogget und Vesle-Ula), die durch Schmelzwasser eingeschnitten wurden.

## Fauna und Flora

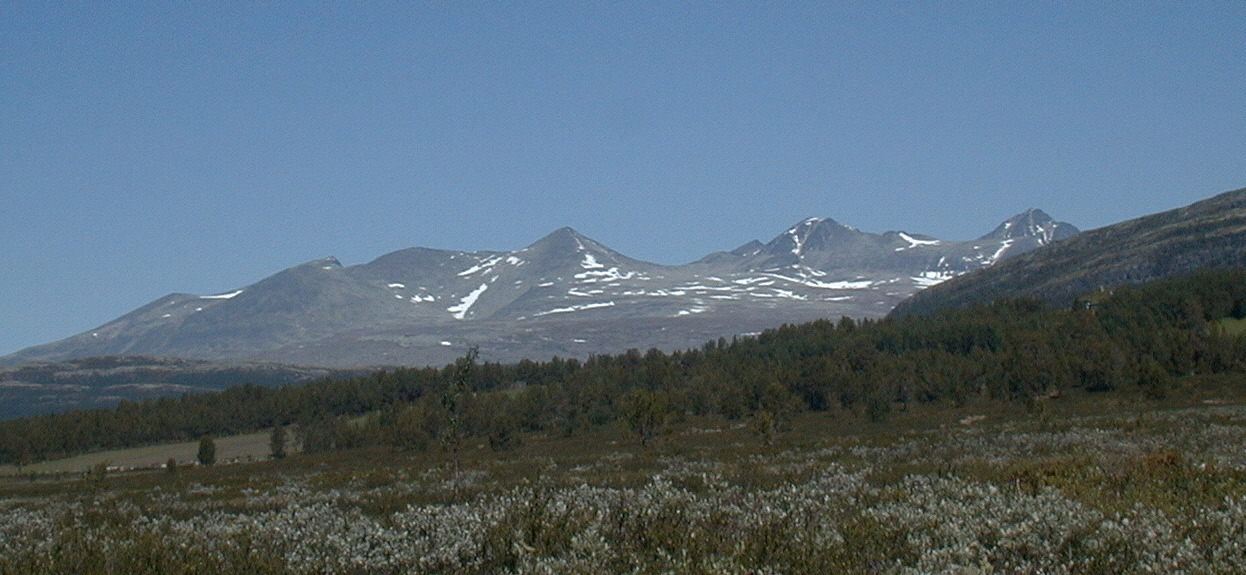
Smiubelgen

Rondane ist einer der wenigen Orte in Skandinavien, an denen wilde Rentiere (nicht die domestizierten Rene der Samen) vorkommen. Die norwegische Naturschutzbehörde sieht Rondane als „besonders wichtigen Lebensraum des einheimischen Rens“ an. Es wird geschätzt, dass ungefähr 2.000 bis 4.000 Rentiere in Rondane und im nahe gelegenen Dovre Naturpark leben. Um die Renpopulation in ihrem Kerngebiet zu schützen, wurden in den 1990er Jahren Wanderwege verlegt bzw. aufgehoben. 2003 wurde der Park vergrößert, um das Ren noch besser schützen zu können.
Anderes großes Wild, darunter Rehe und Elche, kommen gewöhnlich in den Randzonen des Parks vor. Gelegentlich sind auch Moschusochsen zu sehen, die als Herde in dem nahegelegenen Dovre-Nationalpark leben. Vielfraße und eine kleine Population an Braunbären leben in dem Park, Wölfe sind dagegen selten.
Abgesehen von den Moorbirken in den niedrigen Lagen werden die trockenen und nährstoffarmen Böden und die Felsen durch Heidekraut, robuste Gräser und Flechten bedeckt. Die höchsten Berge sind fast völlig öde; über 1.500 m wachsen fast nur noch die robusten Flechten auf den bloßen Steinen. Eine der gut angepassten Blütenpflanzen ist der Gletscher-Hahnenfuß, der bis in 1.700 Meter Höhe gedeiht.
Das Ren ist in hohem Maße auf Flechten (vor allem die Rentierflechte) angewiesen. Die Flechten dienen als Nahrung für das Ren, welches dann den Boden düngt. Dadurch können auch weniger anspruchslose Pflanzen gedeihen, die ihrerseits Nahrung für Mäuse und Lemminge liefern.

## Geschichte

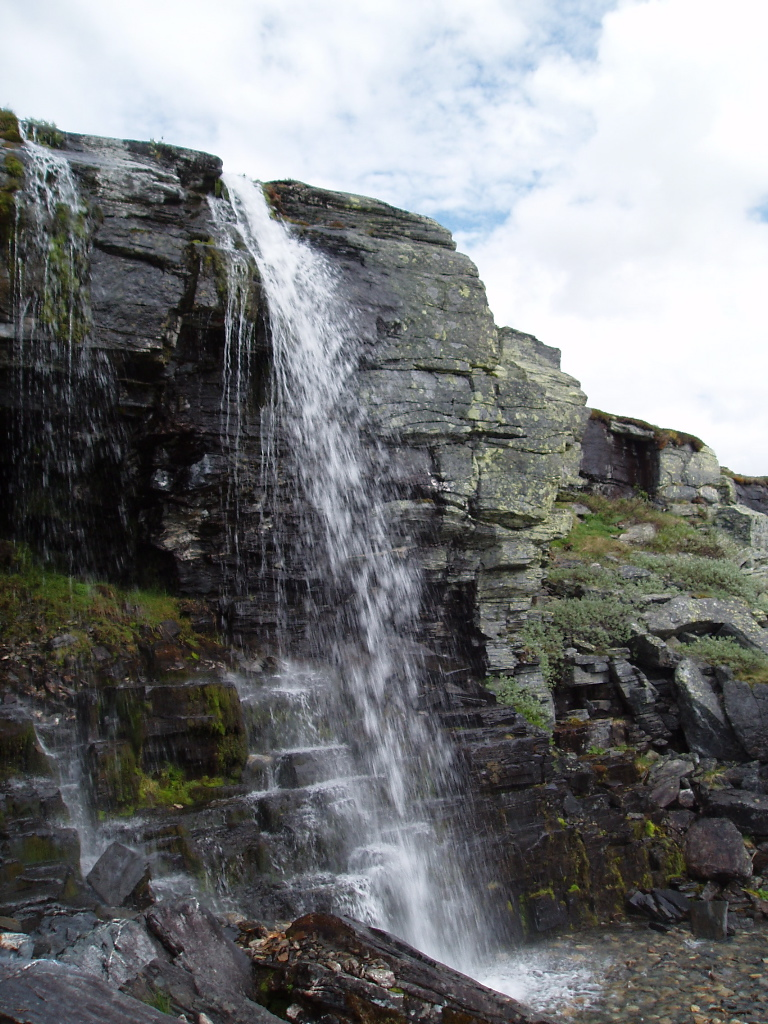
Wasserfall in Rondane über Sedimentgestein

### Vorgeschichte
Erst nach Ende der Vergletscherung der letzten Eiszeit konnte der Park wieder durch Pflanzen und Tiere besiedelt werden. Größere Klimaänderungen erlaubten es dem Ren, sich weit über Skandinavien zu verbreiten. Doch nur einige hundert Jahre später wurden sie wieder verdrängt und konnten nur in wesentlich kleineren Gebieten, darunter Rondane, überleben. Archäologen fanden, dass der Wald schnell nach der Wiederbewaldung auch in großen Höhen wuchs: in 1.030 m Höhe wuchsen vor 8.500 Jahren Birken.
Auf den Hochebenen lebten offenbar nomadische Jäger und Sammler vom Ren. Die großen zum Renfang benutzten Fallen können bei Gravhø und bei Bløyvangen besichtigt werden und sind auch im Park verbreitet. Diese steinernen Fallen bilden Öffnungen oder große umzäunte Bereiche, in die Rentiere durch Täuschung gelockt oder geführt werden konnten.
In Verbindung mit diesen großen Fallen gibt es auch kleine gewölbte Steinwände, von denen man annimmt, dass sie als Versteck für die auf Beute wartenden Bogenschützen dienten. Verschiedene Datierungsmethoden legen nahe, dass die ältesten Fallen etwa 3.500 Jahre alt sein könnten. Die meisten Funde, darunter Häuserreste, stammen dagegen aus den Jahren 500 bis 700 n. Chr. Es kann als sicher angenommen werden, dass die großen Fallen und die Steinwände vom 6. Jahrhundert bis zur Entvölkerung durch den Schwarzen Tod im 14. Jahrhundert benutzt wurden.

### Einrichtung des Nationalparks

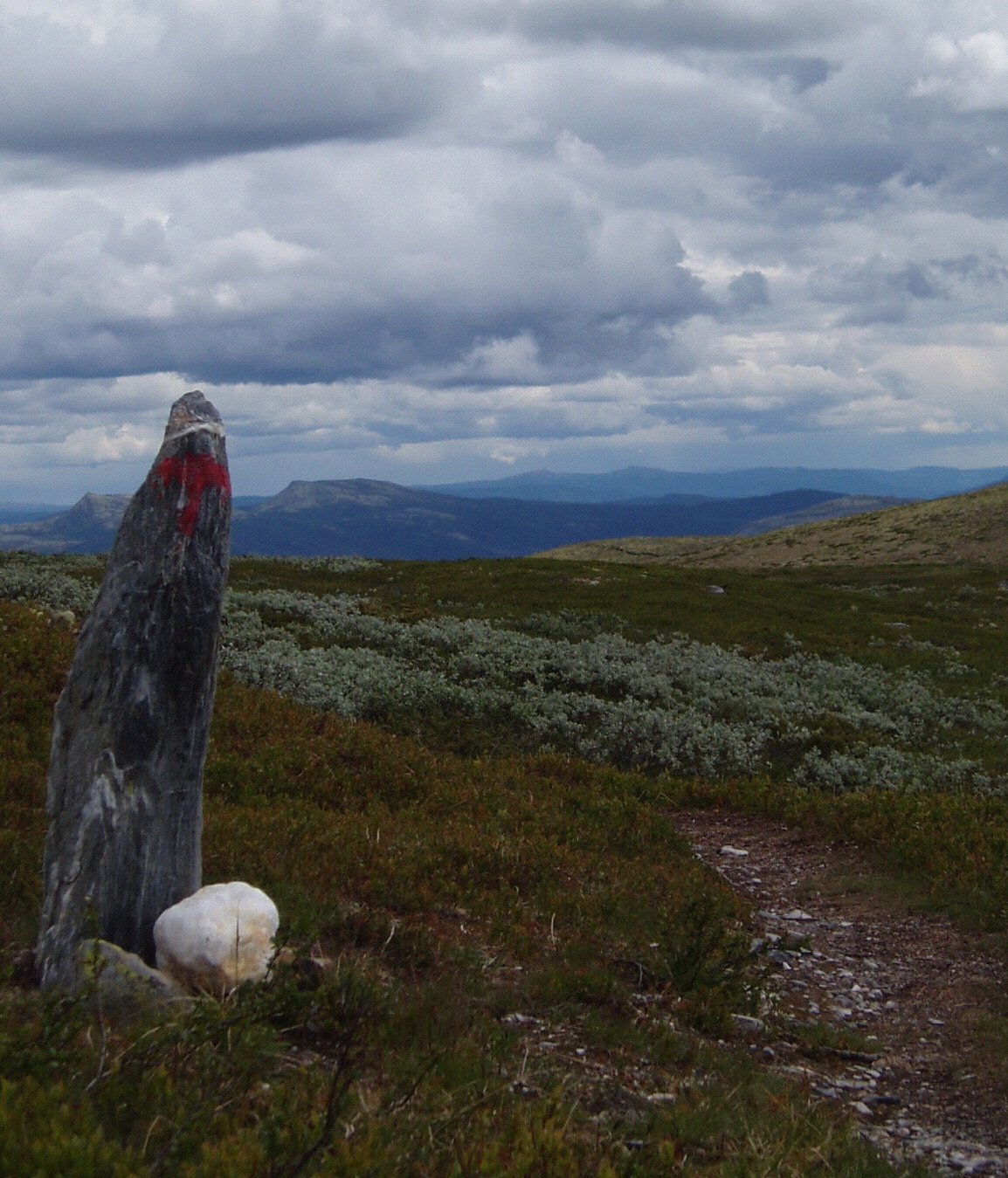
Rote Ts markieren den Weg

Nach einer fast zehnjährigen Planungsphase wurde am 21. Dezember 1962 Rondane als erster norwegischer Nationalpark, zunächst als Naturschutzgebiet, ausgewiesen. Als Hauptgründe für die Einrichtung werden „der Schutz der natürlichen Umgebung mit seinem einheimischen Pflanzen- und Tierleben und dem kulturellen Erbe sowie die Sicherung des Umfelds als Erholungsraum für zukünftige Generationen“ genannt. 
Gesetzliche Bemühungen, die Natur in Norwegen zu schützen, begannen 1954 mit der Verabschiedung des Naturschutzgesetzes. 1955 wurden Sitzungen in den Kommunen um Rondane abgehalten und eine Kommission gegründet, deren Präsident Norman Heitkøtter war. Durch einen königlichen Beschluss wurde die Einrichtung des damals 580 km² umfassenden Rondane-Nationalparks ermöglicht.
Nach diesem ersten Nationalpark folgten viele weitere, die alle vom Direktoratet for naturforvaltning gepflegt werden.

### Erweiterung
Als besondere Maßnahme für den Schutz des wilden Rens wurde der Park 2003 erheblich um 383 km² auf 963 km² erweitert, hauptsächlich nach Nordwesten, in geringerem Maße nach Osten und Süden. Zusätzlich wurden Bereiche geringeren Schutzes (Landschaftsschutz- sowie Naturschutzbereiche) in Verbindung mit dem Park benannt. Durch den ebenfalls neu eingerichteten Dovre-Nationalpark zwischen Rondane und dem Dovrefjell-Sunndalsfjella-Nationalpark liegt jetzt ein großer, fast zusammenhängender Streifen geschützter Bergregionen vor. Lediglich ein schmaler Streifen um eine Straße und Ortschaften herum trennt den Dovre-Nationalpark von Rondane ab.

## Tourismus

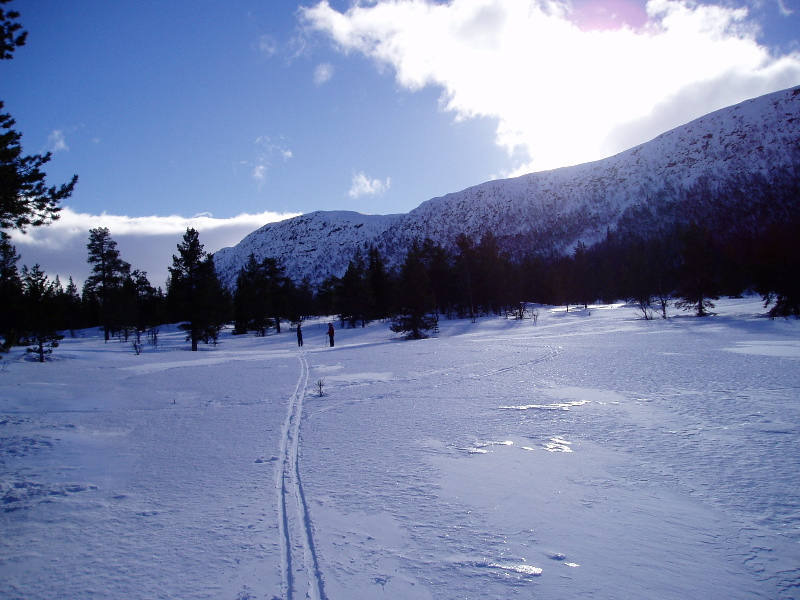
Rondane im Winter

Besuchern des Rondane-Nationalparks ist in fast allen Gebieten erlaubt, frei zu wandern und zu zelten, außer in der unmittelbaren Umgebung der Berghütten. Außer dem Verbot motorisierten Verkehrs gibt es kaum weitere Einschränkungen. Auch Fischen und Jagen sind mit Lizenz möglich. 
Der norwegische Bergwanderverein (DNT) besitzt und führt ein Netz an Berghütten als Service für die Wanderer. In Rondane gibt es die zentrale Hütte Rondvassbu am südlichen Ende des Sees Rondvatnet. Die Berghütten Grimsdalshytta, Øvre und Nedre Dørålseter (beide privat bewirtschaftet) und Bjørnhollia liegen am nördlichen beziehungsweise östlichen Rand des Parks. Diese fünf Hütten werden bewirtschaftet und bieten Verpflegung und Unterkunft für die Wanderer. Es gibt auch unbewirtschaftete Hütten wie Eldåbu, für die ein Schlüssel erforderlich ist.
Der DNT kennzeichnet auch die Wanderpfade im Park mit roten Ts, die einfach auf Steine aufgemalt werden. Diese markierten Wege verbinden die Hütten miteinander und führen außerdem zu einigen Gipfeln.
Die Hütten sind auch im Winter geöffnet, bieten jedoch außerhalb der Saison nur Selbstbedienung an. Ski-Routen werden entweder vom DNT oder von einigen Hotels der Ski-Erholungsorte nahe dem Park markiert und manchmal auch präpariert. Während der Rentier-Kalbungsperiode im Mai und Juni gilt für den Rondane-Nationalpark ein absolutes Betretungsverbot.

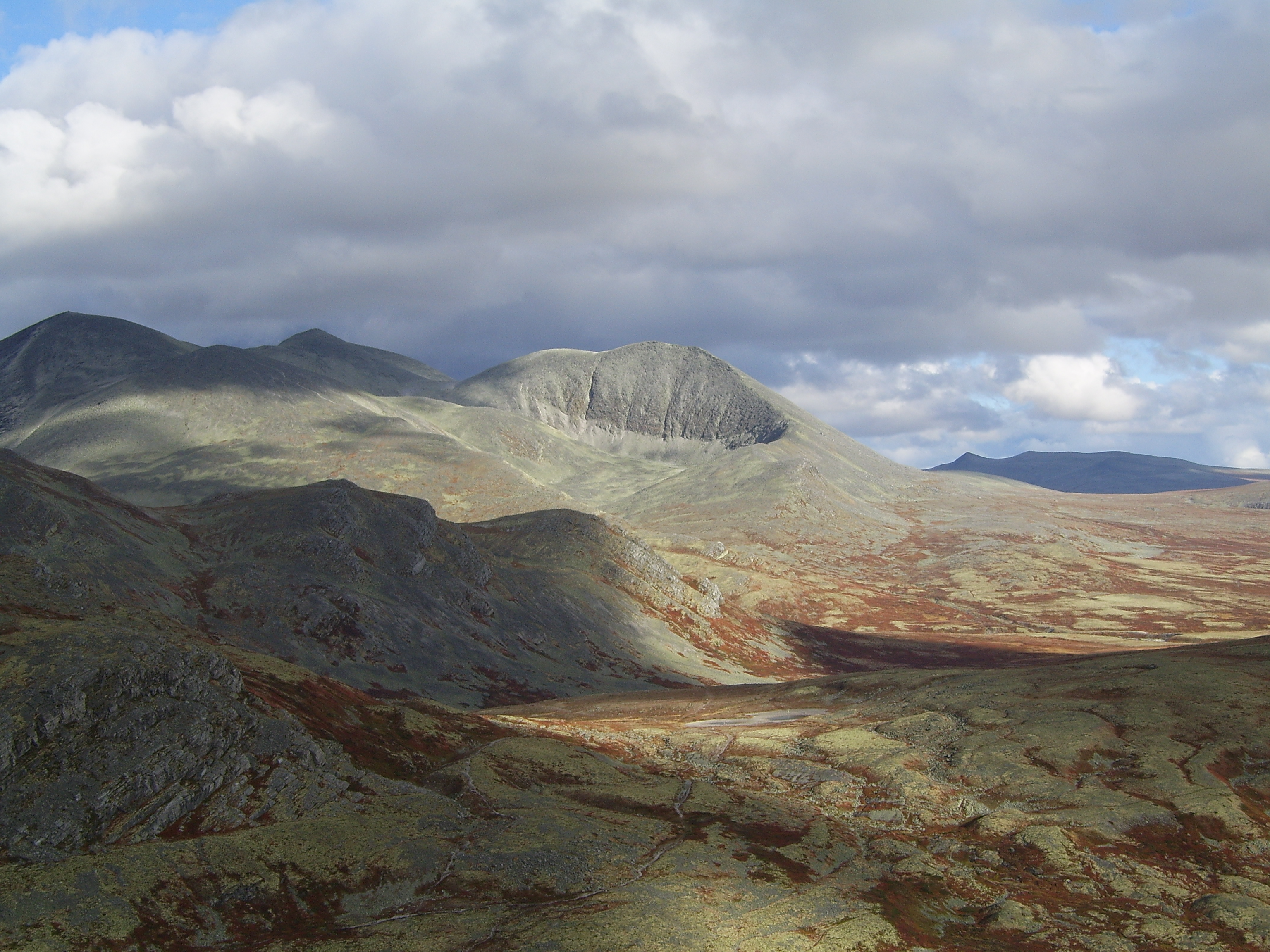
Rondane im Herbst

## Rondane in der Literatur
Die Landschaft von Rondane hat viele norwegische Schriftsteller inspiriert. Vermutlich am weitesten bekannt ist Henrik Ibsens 1867 geschriebenes Gedicht Peer Gynt, das teilweise (2. Akt, 4. Szene: Im Rondegebirge) in Rondane spielt. Mit diesem Werk schrieb Ibsen eins der besten Dramen des 19. Jahrhunderts und machte Rondane zu einem Symbol der Naturschönheit Norwegens.
Der Schriftsteller und Sammler norwegischer Volkssagen des mittleren 19. Jahrhunderts, Peter Christen Asbjørnsen, sammelte viele Geschichten rund um Rondane. Darunter war auch die Sage um Peer Gynt, die als Anregung für Ibsens Drama diente. Ein dritter Schriftsteller Aasmund Olavsson Vinje ließ sein berühmtes Werk No ser eg atter slike Fjell og Dalar ebenfalls in Rondane spielen.